# あしべ
あしべ（1989年1月28日 - ）は、日本のものまねタレント、コメディアン。本名、関根 祐太（せきね ゆうた）。
神奈川県生まれ。

## ものまね
ものまね四天王の栗田貫一、お笑い芸人のとんねるずやダウンタウン、歌手の桑田佳祐など多彩なレパートリーを持っている。特に、とんねるずの木梨憲武のものまねはフジテレビ『爆笑そっくりものまね紅白歌合戦スペシャル』、『ものまね王座決定戦』、『とんねるずのみなさんのおかげでした』の「博士と助手〜細かすぎて伝わらないモノマネ選手権〜」で共演者から高い評価を得ている。また、ものまねタレントのコージー冨田とは“ふとんねるず”というとんねるずのものまねユニットも結成しており、歌まねも披露している。特に木梨のものまねは関してはエピソードがある。『とんねるずのみなさんのおかげでした』のコーナー「とんねるずは突然に…」にて、木梨本人と共演した際にものまねの許可を取るためにあしべが「これからもものまねしていいですか?」という質問に木梨は食いぎみに「ダメ!」と答えた。しかし、木梨は2017年12月21日放送分の同番組の「細かすぎて伝わらないモノマネ選手権」にて、木梨は、「他もできればいいじゃん」、「“俺一本でいくな”って言ったんだよ」と後輩であるあしべを思いやるという、愛あるダメ出しだと語った。

## 主なものまねのレパートリー
- アンパンマンシリーズ（ばいきんまん・チーズ・かばおくん・釜飯どん・かつどんまん・ポッポちゃん）
- 石塚英彦
- 加藤茶
- 金田明夫
- 木原実
- 栗田貫一
- 桑田佳祐
- 郷ひろみ
- コカドケンタロウ
- ジミー大西
- 銭形警部
- ダウンタウン
- 高嶋政伸
- 滝口順平
- とんねるず
- 藤岡弘、
- 船越英一郎
- 前田亘輝
- ミニオンズ
- みやぞん
- ルパン三世

## 出演

### テレビ
- ものまねグランプリ（日本テレビ、2011年12月27日・2012年9月23日・2012年12月25日） - 「ものまねショートSHOW!」テレビ初出演。
- フジテレビに出たい人TV（フジテレビ、2012年9月10日）
- コサキン・天海の超発掘!ものまねバラエティー マネもの（フジテレビ、2014年9月27日・2015年3月26日・2019年6月27日）
- 爆笑そっくりものまね紅白歌合戦スペシャル（フジテレビ）
  - 2017年1月6日 - コージー冨田と共にとんねるずのものまねで『とんねるずのみなさんのおかげでした』の「新・食わず嫌い王決定戦」のパロディネタを披露。あしべは木梨憲武などのものまねを披露。番組初出演。
  - 2017年6月2日 - コージー冨田と共にとんねるずのものまねで『とんねるずのみなさんのおかげでした』の「お笑いイミグレーションNEXT!」のパロディネタを披露。あしべは木梨などのものまねを披露。
  - 2017年9月8日 - 松村邦洋と共に東野幸治・松本人志のものまねで『ワイドナショー』のパロディネタを披露。あしべは松本のものまねを披露。VTRでコージー冨田も参加。
  - 2018年5月11日 - コージー冨田と共にとんねるずのものまねで「情けねえ」を披露。『とんねるずのみなさんのおかげでした』の最終回を再現。あしべは木梨のものまねを披露。後半にはミラクルひかるも参加。
  - 2018年9月21日 - コージー冨田・カール北川と共にいろんな人のものまねで「ものまねしりとり」を披露。あしべは木梨のものまねを披露。
  - 2019年5月17日 - コーナー「ものまね大好きさん大集合」に出演して加藤誉子と共に船越英一郎・片平なぎさのものまねで『小京都ミステリー』を披露。あしべは船越のものまねを披露。
  - 2019年9月6日 - コージー冨田・Rocky石井と共にいろんな人のものまねで『ワイドナショー』のパロディネタを披露。あしべは松本のものまねを披露。
- とんねるずのみなさんのおかげでした（フジテレビ）
  - 2017年2月23日 - 「石橋貴明と行く石橋貴明だらけの旅in京都」番組初出演。
  - 2017年6月1日 - 「とんねるずは突然に…」
  - 2017年12月21日 - 「博士と助手〜細かすぎて伝わらないモノマネ選手権〜」
- シューイチ（日本テレビ、2017年8月20日）
- さんまのお笑い向上委員会 （フジテレビ、2017年8月26日・9月2日）
- ZIP!（日本テレビ、2017年10月5日・12月15日・2018年1月16日・4月30日・7月13日） - 「ワラガチャ!」
- ものまね王座決定戦（フジテレビ）
  - 2017年11月24日 - コージー冨田とコンビを組んで出場。1回戦では栗田貫一・コロッケのものまねで「ものまね四天王メドレー」を披露。あしべは栗田のものまねを披露。対戦相手の山本高広に勝利して準決勝戦へ進出。準決勝戦ではとんねるずのものまねで「一番偉い人へ」を披露。あしべは木梨のものまねを披露。対戦相手のミラクルひかるに敗退した。
- ヒルナンデス!（日本テレビ、2017年12月25日）
- 良かれと思って!（フジテレビ、2018年2月14日）
- ザ・細かすぎて伝わらないモノマネ（フジテレビ、2018年11月24日）
  - 船越英一郎のモノマネで出場。
- ダウンタウンDX（読売テレビ、2019年7月25日）
  - ネットニュースで話題となっていた飛行機でとんねるずに挟まれる浜田雅功の再現をものまねで披露。あしべは木梨のものまねを披露。